# Hájovna (Kryštofovy Hamry)
Hájovna (německy Hegerhaus) je zaniklá osada v okrese Chomutov. Stávala 2,5 kilometru západně od Kryštofových Hamrů v těsném sousedství státní hranice s Německem a navazovala na zástavbu města Jöhstadt.

## Název
Původní německý název Hegerhaus je složeninou slov Heger (hajný) a Haus (dům). V historických pramenech se objevuje ve tvarech: Hegerhaus (1680), Hegershaus (1787) a Hegerhaus (1846).

## Historie
První písemná zmínka o vsi pochází z roku 1680 a nachází se v přísečnické pozemkové knize, ve které je Hájovna uvedena jako nová dominikální osada na panství Přísečnice. Osada zanikla vysídlením po roce 1945.

## Přírodní poměry
Hájovna stávala v Krušných horách v katastrálním území Kryštofovy Hamry mezi Černým Potokem a Kryštofovými Hamry. Oblast je součástí okrsku Přísečnická hornatina a místo se nachází v nadmořské výšce asi 730 metrů. Z půdních typů se zde na svahovinách svorů a fylitů vyvinul podzol kambický. Bývalou osadou protéká drobný potok, který je přítokem Černé vody.
V rámci Quittovy klasifikace podnebí osada stávala v chladné oblasti CH6, pro kterou jsou typické průměrné teploty −4 až −5 °C v lednu a 14–15 °C v červenci. Roční úhrn srážek dosahuje 1000–1200 milimetrů, sníh zde leží 120–140 dní v roce. Mrazových dnů bývá 140–160, zatímco letních dnů jen 10–30..

## Obyvatelstvo
Při sčítání lidu v roce 1921 zde žilo 28 obyvatel (z toho čtrnáct mužů) německé národnosti a římskokatolického vyznání. Podle sčítání lidu z roku 1930 měla vesnice 22 obyvatel, jejichž národnostní a náboženská struktura se nijak nezměnily.
|           | 1869 | 1880 | 1890 | 1900 | 1910 | 1921 | 1930 | 1950 |
| --------- | ---- | ---- | ---- | ---- | ---- | ---- | ---- | ---- |
| Obyvatelé | 24   | 30   | 19   | 58   | 41   | 28   | 22   | .    |
| Domy      | 6    | 4    | 4    | 7    | 5    | 4    | 4    | 5    |

## Obecní správa a politika
Hájovna se nikdy nestala obcí. Vždy byla osadou Kryštofových Hamrů, u kterých byla uvedena naposledy při sčítání lidu v roce 1950.